# Liste des cours d'eau de la Biélorussie
Cet article présente une liste des cours d'eau de Biélorussie classés en fonction de leurs affluents.
- Dniepr
  - Drout
  - Soj
    - Ipout
    - Pronia
    - Besed

  - Bérézina
    - Svislotch
      - Niamiha

    - Babrujka

  - Pripiat
    - Braginka
    - Horyn
    - Oubort
    - Styr
    - Ubarts
    - Ptsich
    - Sluch
    - Iasselda
    - Stviha
- Niémen
  - Berezina
    - Disna
    - Drisa
    - Usa

  - Chtchara
  - Kotra
  - Néris
    - Vilnia
    - Narač
    - Oucha

  - Merkys
    - Ūla
- Daugava
  - Oulla
  - Pałata
  - Kasplia
  - Dysna
- Bug
  - Moukhavets
    - Dachlovka
    - Jabinka
    - Trascianica
    - Asipaǔka
    - Ryta

  - Lesnaya
  - Pulva

## Rivières mineures
- Drahabuž
- Lovat
- Narew